# Chersodoma
Chersodoma es un género de plantas herbáceas perteneciente a la familia de las asteráceas. Comprende 11 especies descritas y de estas, solo 10 aceptadas.

## Taxonomía
El género fue descrito por Rodolfo Amando Philippi y publicado en Anales del Museo Nacional de Chile. Segunda Sección --- Botánica 1: 33. 1891.

## Especies aceptadas
A continuación se brinda un listado de las especies del género Chersodoma aceptadas hasta julio de 2012, ordenadas alfabéticamente. Para cada una se indica el nombre binomial seguido del autor, abreviado según las convenciones y usos.
- Chersodoma antennaria (Wedd.) Cabrera
- Chersodoma arequipensis (Cuatrec.) Cuatrec.
- Chersodoma argentina Cabrera
- Chersodoma candida Phil.
- Chersodoma deltoidea Sagást. & M.O.Dillon
- Chersodoma diclina (Wedd.) Cabrera
- Chersodoma glabriuscula (Cabrera) M.O.Dillon & Sagást.
- Chersodoma jodopappa (Sch.Bip. ex Wedd.) Cabrera
- Chersodoma juanisernii (Cuatrec.) Cuatrec.
- Chersodoma ovopedata (Cuatrec.) Cuatrec.